# آرثر ريان سميث
آرثر ريان سميث هو سياسي كندي، ولد في 16 مايو 1919 في كالغاري في كندا، وتوفي بنفس المكان في 30 يونيو 2008. حزبياً، نشط في الحزب الكندي التقدمي المحافظ والرابطة التقدمية المحافظة في ألبرتا ‏. وقد انتخب عضو الجمعية التشريعية ألبرتا وانتخب عضو مجلس العموم الكندي.